# Comté de Wyoming (Pennsylvanie)
Pour les articles homonymes, voir Comté de Wyoming.
Le comté de Wyoming est un comté américain de l'État de Pennsylvanie. Au recensement de 2000, le comté comptait 28 080 habitants. Il a été créé le 4 avril 1842, à partir du comté de Luzerne. Le siège du comté se situe à Tunkhannock.